# Сельское поселение «Коротковское» (Забайкальский край)
Се́льское поселе́ние «Коротковское» — муниципальное образование в Красночикойском районе Забайкальского края Российской Федерации.
Административный центр — село Коротково.

## История
Статус и границы сельского поселения установлены Законом Читинской области от 19 мая 2004 года «Об установлении границ, наименований вновь образованных муниципальных образований и наделении их статусом сельского, городского поселения в Читинской области».

## Население
| 2010  | 2011  | 2012  | 2013  | 2014  | 2015  | 2016  |
| ----- | ----- | ----- | ----- | ----- | ----- | ----- |
| 1452  | ↘1450 | ↘1437 | ↘1417 | ↘1375 | ↘1347 | ↘1344 |
| 2017  | 2018  | 2019  | 2020  | 2021  |       |       |
| ↘1332 | ↗1333 | ↘1307 | ↘1293 | ↘1214 |       |       |

## Состав сельского поселения
| № | Населённый пункт | Тип населённого пункта       | Население |
| - | ---------------- | ---------------------------- | --------- |
| 1 | Барахоево        | село                         | ↘513      |
| 2 | Большаково       | село                         | ↘106      |
| 3 | Быково           | село                         | ↘91       |
| 4 | Коротково        | село, административный центр | ↘484      |
| 5 | Красные Речки    | село                         | ↘91       |